# 戦略のゴルフ
『戦略のゴルフ』（せんりゃくのごるふ）はBS12 トゥエルビで2018年10月6日から2021年3月まで放送されたゴルフ番組。

## 概要
さまざまなジャンルのアマチュアゴルファーがゴルフ場全ホールを廻り、そのプレー映像を題材に、プロゴルファーがスタジオで解説。アマチュアの視点に立ち、戦略ポイントやアドバイスを行う。
放送時間は日曜日13:00 - 13:30（JST、以下同）。開始から2020年3月までは土曜日6:00 - 6:30、2020年4月から9月までは日曜日20:00 - 20:30に放送されていた。不定期放送。

## スタジオ解説（共にプロゴルファー）
- 藤田寛之
- 芹澤信雄

## 放送リスト
| 回            | 放送日                             | ゴルフ場                                    | ゲスト                     |
| ------------- | ---------------------------------- | ------------------------------------------- | -------------------------- |
| 第1回 - 3回   | 2018年10月6日・10月13日・11月10日  | メイプルポイントゴルフクラブ                | 渡辺裕之                   |
| 第4回 - 6回   | 2018年11月17日・12月8日・12月15日  | 〃                                          | 岩本勉                     |
| 第7回 - 9回   | 2019年1月12日・1月19日・2月9日     | オーシャンリンクス宮古島                    | ゴルゴ松本（TIM）          |
| 第10回 - 12回 | 2019年2月16日・3月9日・3月16日     | 〃                                          | 冨家規政                   |
| 第13回 - 15回 | 2019年4月6日・4月13日・5月11日     | 東急グランドオークゴルフクラブ              | 岩井ジョニ男（イワイガワ） |
| 第16回 - 18回 | 2019年5月18日・6月8日・6月15日     | 〃                                          | 福田正博                   |
| 第19回 - 21回 | 2019年7月6日・7月13日・8月10日     | レーサムゴルフ&スバリゾート                 | やす（ずん）               |
| 第22回 - 24回 | 2019年8月17日・9月7日・9月9日      | CPGカントリークラブ                         | 山内鈴蘭（SKE48）          |
| 第25回 - 27回 | 2019年10月12日・11月2日・11月9日   | 古河ゴルフリンクス                          | つまみ枝豆                 |
| 第28回 - 30回 | 2019年11月16日・12月7日・12月14日  | 箱根湖畔ゴルフコース                        | 竹原慎二                   |
| 第31回 - 33回 | 2020年1月11日・1月18日・2月8日     | 鶴カントリークラブ                          | 阿部桃子                   |
| 第34回 - 36回 | 2020年2月15日・3月7日・3月14日     | 塩原カントリークラブ                        | 里崎智也                   |
| 第37回 - 39回 | 2020年4月5日・4月12日・5月3日      | 成田ゴルフ倶楽部                            | ゴルゴ松本（TIM）          |
| 第40回 - 42回 | 2020年5月10日・6月7日・6月14日     | アコーディア・ゴルフ 習志野カントリークラブ | 神奈月                     |
| 第43回 - 45回 | 2020年7月5日・7月12日・8月9日      | 「都賀カンツリー倶楽部」西コース            | 紺野ゆり                   |
| 第46回 - 48回 | 2020年8月16日・9月13日・9月20日    | ザ・ロイヤルゴルフクラブ                    | 田中幸雄（元プロ野球選手） |
| 第49回 - 51回 | 2020年10月4日・10月11日・10月18日  | 千代田カントリークラブ」西                  | 関根勤                     |
| 第52回 - 54回 | 2020年11月15日・11月22日・11月29日 | 千代田カントリークラブ                      | 池上季実子                 |
| 第55回 - 57回 | 2021年1月10日・1月17日・1月24日    | 千成ゴルフクラブ                            | 栗田貫一                   |
| 第58回 - 60回 | 2021年2月21日・2月28日・3月7日     | 飯能くすの樹カントリー倶楽部                | 真矢（LUNA SEAドラマー）   |

## スタッフ
- ナレーション：田丸裕臣
- 技術：竹内浩司、大森健次
- 音効：澤田崇
- 編集：加納伊織
- ディレクター：河田紘輝、小林直機
- プロデューサー：宮井能貴、加藤侑輔
- 制作協力：株式会社シオンステージ
- 制作著作：BS12 トゥエルビ